# Johann Wilhelm Petersen (teólogo)
Johann Wilhelm Petersen (1 de julio de 1649 en Osnabrück - 31 de enero de 1727 en Gut Thymern (Thümern) en Lübars (Möckern), fue un teólogo alemán, místico y milenarista, dirigente del pietismo radical.

## Biografía
Johann Wilhelm Petersen creció en Lübeck y curso el bachillerato en el instituto Katharineum de Lübeck. Todavía estudiante, escribió en 1668 un epitalamio para el compositor y organista Dietrich Buxtehude que más tarde sería conocida con el nombre de "Que bienaventurados son los llamados a la cena del Cordero" en la Cantata (BuxWV 90). Igualmente se supone que el Libreto de "Las bodas del Cordero" también fue escrito por Petersen en 1678.
Estudió Teología en Gießen, Rostock, Leipzig, Wittenberg y Jena. En noviembre de 1671 llegó a la Universidad de Rostock. En 1675 entabló amistad con Philipp Jakob Spener en Frankfurt am Main que lo introdujo al Pietismo.
En 1677 consiguió Petersen un puesto como profesor de poesía en Rostock y luego se convirtió en pastor de la Aegidienkirche (iglesia de San Gil) en Hannover. Pero al año siguiente, fue nombrado predicador y superintendente del Fürstbistums Lübeck en Eutin. En 1686 se doctoró en Rostock. De 1688 hasta 1692, fue superintendente en Lüneburg.
En 1680, se casó con Johanna Eleonora de Merlau, perteneciente a la nobleza. Junto a ella, desarrolló de manera independiente, una  espiritualidad radical, afín a las formas radicales del pietismo místico. Por primera vez, en 1685, publicó su Spruchkatechismus (catecismo de salmos). Más tarde, debido a sus relaciones con el Milenarismo y su vinculación con la visionaria Rosamunde Juliane von der Asseburg, entró en conflicto con sus superiores eclesiásticos y en enero de 1692 fue destituido como superintendente y desterrado de Lüneburg
El resto de su vida la dedicó a escribir teología, en estrecha colaboración con su esposa, en su finca en Niederndodeleben de Magdeburgo, cerca de Lübars y realizó varios viajes para contactar con sus seguidores.

## Ideas
Las ideas de Petersen se radicalizan a partir de su contacto con el pietismo de Spener. Desde el Milenarismo llegó desde 1695 a una Apocatastasis. Según esto, durante mil año, el mal será purificado y vencido, no sólo en uno, sino en los tres reinos de arrepentimiento, gracia y gloria. Este enfoque lo consideró Gottfried Wilhelm Leibniz como interesantes para su Teodicea.

## Obras (Selección)
- Urania qua opera Dei magna. Frankfurt/Leipzig 1720.

## Literatura
- Daniel Jaboby (1887), «Johann Wilhelm Petersen», Allgemeine Deutsche Biographie (ADB) (en alemán) 25, Leipzig: Duncker & Humblot, pp. 508-515.
- Markus Matthias: Johann Wilhelm und Johanna Eleonora Petersen: Una biografía hasta la destitución de Petersen en 1692 (= Trabajos sobre la Historia del Pietismo. Bd. 30). Vandenhoeck & Ruprecht, Göttingen, 1993, ISBN 3-525-55814-7 (en línea).